# Брайсон, Джон
Джон Эдгар Брайсон (англ. John Edgar Bryson; 24 июля 1943, Нью-Йорк, Нью-Йорк — 13 мая 2025, Сан-Марино, Калифорния) — американский юрист и политик, министр торговли США (2011—2012).

## Биография
В 1965 году получил степень бакалавра истории в Стэнфордском университете, в 1969 году — степень по праву в школе права Йельского университета. С 1976 по 1979 год возглавлял Контрольный совет водных ресурсов Калифорнии, а с 1979 по 1982 год — Калифорнийскую комиссию по жилищно-коммунальным услугам. Входил в советы директоров компаний Boeing, First Interstate Bancorp, Times Mirror Company и в совет попечителей Политехнической школы) в Пасадене. Также входил в совет попечителей Стэнфордского университета.
В 1970-х Брайсон и Гас Спет (Gus Speth) учредили Отделение Совета по охране природных ресурсов в Северной Калифорнии, и Брайсон обеспечил усиление позиций экологов в штате благодаря занимаемым им должностям в упомянутых выше Контрольном совете водных ресурсов и жилищно-коммунальной комиссии, а в 1990 году стал генеральным директором Edison International, предоставлявшей жилищно-коммунальные услуги в южной Калифорнии.
С 2000 по 21 октября 2011 года — член совета директоров The Walt Disney Company.
31 мая 2011 года президент Обама объявил о выдвижении кандидатуры Джона Брайсона на должность министра торговли США в связи с назначением его предшественника Гэри Локка послом в Китае. 20 октября 2011 года после долгого сопротивления республиканцев, требовавших в качестве предварительного условия одобрения трёх важных международных торговых соглашений с Южной Кореей, Панамой и Колумбией, Сенат большинством 74 голоса против 26 утвердил это назначение, а 21 октября Брайсон принёс присягу и вступил в должность, став 37-м министром торговли США.
21 июня 2012 года ушёл в отставку после перенесённого двумя неделями ранее эпилептического приступа (Брайсон находился в тот момент за рулём, и его машина столкнулась с двумя другими). Исполняющей обязанности министра ещё за неделю до отставки Брайсона стала Ребекка Бланк.
В октябре 2012 года Брайсон приступил к работе в аналитическом центре международного научного центра имени Вудро Вильсона (Wilson Center) в Вашингтоне.
Умер 13 мая 2025 года у себя дома в Сан-Марино, штат Калифорния, в возрасте 81 года.

## Семья
Джон Брайсон был женат (жену зовут Луиза), к 1990 году у супругов было четверо детей.